# Запис Јововића јабука (Заблаће)
Запис Јововића јабука (Заблаће) се налази на парцели чији је власник Јововић Драгољуб.

## Локација
| Општина             | Чачак                                                                       |
| Катастарска општина | Заблаће                                                                     |
| Потес               | Просјанско брдо                                                             |
| Координате          | 43° 50′ 28″ С; 20° 27′ 03″ И / 43.841000000000001° С; 20.450800000000001° И |
| Надморска висина    | 225m                                                                        |

## Карактеристике
Дендрометријске вредности утврђене на терену и сателитским снимцима:
| Стабло                     | Јабука |
| Висина стабла              | m      |
| Обим дебла                 | m      |
| Пречник крошње             | 6m     |
| Пречник дебла              | m      |
| Висина дебла до прве гране | m      |

## База записа
Запис је у оквиру Викимедија пројекта "Запис - Свето дрво" заведен под редним бројем 0932.